# Cobalt(II) nitrat
Cobalt(II) nitrat là một hợp chất hóa học vô cơ, có thành phần chính là gồm nguyên tố cobalt và nhóm nitrat và có công thức hóa học được quy định là Co(NO3)2. Hợp chất này cũng tồn tại dưới dạng muối và thường ngậm một lượng nước khác nhau. Nó thường được tìm thấy dưới dạng hexahydrat, công thức Co(NO3)2·6H2O, là một dạng có màu nâu đỏ. Hợp chất này là một muối tan được trong nước và các dung môi phân cực khác.

## Sử dụng
Hợp chất này thường được sử dụng để điều chế kim loại cobalt có độ tinh khiết cao. Co(NO3)2 có thể được hấp thụ vào các chất xúc tác khác nhau để sử dụng trong phản ứng Fischer-Tropsch. Ngoài ra, hợp chất này còn được sử dụng trong việc sản xuất thuốc nhuộm và mực.

## Sản xuất
Hợp chất dưới dạng ngậm nước hexahydrat được điều chế bằng kim loại cobalt hoặc một trong các hợp chất của cobalt như oxide, hydroxide hoặc carbonat với acid nitric:
Co + 4HNO3 + 4H2O → Co(H2O)6(NO3)2 + 2NO2↑
CoO + 2HNO3 + 5H2O → Co(H2O)6(NO3)2
CoCO3 + 2HNO3 + 5H2O → Co(H2O)6(NO3)2 + CO2↑

## Hợp chất khác
- Co(NO3)2 còn tạo một số hợp chất với NH3, như Co(NO3)2·3NH3 (hồng), Co(NO3)2·4NH3 (tím)[5], Co(NO3)2·5NH3 (tím)[5], Co(NO3)2·5,7NH3 (hồng)[5], Co(NO3)2·6NH3 (đỏ)[6] hay Co(NO3)2·9NH3 (đỏ cam nhạt).[7]
- Co(NO3)2 còn tạo một số hợp chất với N2H4, như Co(NO3)2·2N2H4·H2O là tinh thể màu hồng nhạt (tan trong nước và các loại acid khoáng, d20 ℃ = 2,7762 g/cm³)[8] hay Co(NO3)2·3N2H4 (vàng cam, sẽ nổ nếu thêm H2SO4 hoặc đun nóng đến 210 °C (410 °F; 483 K)).[7][9]
- Co(NO3)2 còn tạo một số hợp chất với CO(NH2)2, như Co(NO3)2·CO(NH2)2 là tinh thể đỏ[10], Co(NO3)2·2CO(NH2)2·4H2O là tinh thể đỏ tím, Co(NO3)2·4CO(NH2)2 là tinh thể hồng[11] hay Co(NO3)2·6CO(NH2)2 là tinh thể đỏ đậm.[12] Khối lượng riêng của phức 2 urê-4 nước là 1,88 g/cm³, của phức 4 urê-2 nước là 1,73 g/cm³.[13]
- Co(NO3)2 còn tạo một số hợp chất với CON3H5, như Co(NO3)2·3CON3H5 là chất rắn hồng.[14]
- Co(NO3)2 còn tạo một số hợp chất với CS(NH2)2, như Co(NO3)2·4CS(NH2)2.½H2O là chất rắn màu lục lam (D = 1,65 g/cm³)[15] hay Co(NO3)2·5CS(NH2)2 là chất rắn màu dương đen.[16]
- Co(NO3)2 còn tạo một số hợp chất với CSe(NH2)2, như Co(NO3)2·4CSe(NH2)2 là tinh thể màu lục, tan trong nước tạo thành dung dịch màu tím.[17]